# Polesie (Łódź)
Polesie – do 31 grudnia 1992 r. dzielnica Łodzi, licząca 46 km², zamieszkana przez ok. 133 tys. osób.

## Historia
Łódzkie dzielnice formalnie mają swój początek w 1946 r. Wtedy to dokonano podziału administracyjnego i wytyczono granice trzech dzielnic: Północ, Południe i Śródmieście.
W roku 1954 dokonano zmiany podziału administracyjnego, tworząc siedem dzielnic: Bałuty, Staromiejska, Widzew, Chojny, Ruda, Polesie i Śródmieście.
Od 1 stycznia 1960 r. rozpoczęło się funkcjonowanie pięciu dzielnic – Bałut, Widzewa, Śródmieścia, Górnej i Polesia.
Od 1 stycznia 1993 zniesiono podział na dzielnice i Łódź stała się jednolitą gminą miejską, od 1 stycznia 1999 również miastem na prawach powiatu.
Spośród istniejących po 1960 roku dzielnic, 
Bałuty i Widzew zostały nazwane od dawnych wsi, które zostały włączone do miasta już w 1915 r. Dzielnica południowa, gdzie istniało dawniej kilka wsi, została nazwana od głównego rynku dzielnicy, zwanego niegdyś Rynkiem Górnym (obecnie plac Reymonta). Tereny obecnego Polesia były do 1945 r. najmniej zurbanizowane – Karolew, Retkinia – obecnie duże osiedla mieszkaniowe, były bardzo długo wsiami otoczonymi lasami. Obecna nazwa dzielnicy określa jej obszar jako teren po dawnym lesie.

### Urbanizacja
Początki zabudowy obecnego Polesia sięgają 1824 r. gdy zakończono pierwszą regulację miasta Łodzi, granice jej sięgały na zachód do późniejszej ulicy Żeromskiego. 
Od ulicy Wólczańskiej (drogi która prowadziła do wsi Wólka) do ulicy Pańskiej (dzisiejsza ulica Żeromskiego) rozciągały się działki prządków lnu. 
Działki prządków, przylegające frontem do ul. Wólczańskiej, a ogrodami do ul. Żeromskiego, ciągnęły się od dzisiejszej ulicy Zamenhofa na południe, do obecnej ul. Wróblewskiego. 
Na północ od Ludwika Zamenhofa – za Wólczańską, były już tylko pola uprawne należące jeszcze do mieszczan Starego Miasta.
Od wieków miedze tych pól znajdowały się na linii: południowy wschód – północny zachód, wytyczenie ulicy Piotrkowskiej na osi północ-południe spowodowało, że granice pól były skośne w stosunku do tej ulicy. 
W połowie XIX w. na skraju miasta przy Wólczańskiej stało kilkanaście wiatraków.
Miasto rozrastało się w tym czasie głównie na wschód – dopiero w 1859 r. zdecydowano się wytyczyć kilka ulic na zachód od Wólczańskiej, co można przyjąć za rok powstania późniejszej dzielnicy Polesie. Przedłużono na zachód dwie przecznice Piotrkowskiej: Dzielną (Narutowicza) i Krótką (Traugutta). Nowe ulice dociągnięto nieco poza zachodnią granicę działek przędzalni lnu. Ta granica to dzisiejsza ulica Żeromskiego. 
Przedłużenia przecznic otrzymały w 1864 nowe nazwy: od Dzielnej – Zielona, od Krótkiej – św. Benedykta (dziś ulica 6 Sierpnia). Za Wólczańską wytyczono drugą równoległą do niej ulicę, na razie bez nazwy (późniejsza Długa – Gdańska). Na zachodzie ulice kończyły się w miejscu w którym rosło dużo lip. Z czasem powstała tam ulica Lipowa.
Nazwa ulicy Zielonej nasuwała się sama, rosło tam dużo drzew. W środku rejonu wytyczono nowy rynek. Na placu tym przeważały wiązy, stąd nazwano go placem Wiązowym (później Rynkiem Zielonym, dziś pl. Barlickiego). Całość otrzymała potoczną nazwę – dzielnica Wiązowa.
Dzielnica Wiązowa zaczęła gwałtownie się rozwijać. Na południu oparto ją o biegnącą pod lasem ulicę Podleśną (M. Skłodowskiej), na północy o szosę Konstantynowską (dzisiejsza ul. Legionów). Przez kilka lat zachodnią granicą dzielnicy była ulica Lipowa, równoległa z Piotrkowską i przecinająca pod kątem prostym odchodzącą od Piotrkowskiej ul. Zawadzką (Próchnika). Gdy zbudowano następną „dziką” ulicę równoległą do Lipowej, dzisiejsze ulice Próchnika i 1 Maja nadal kończyły się na Lipowej. Aby połączyć tę „dziką” ulicę ze skrzyżowaniem Próchnika i Lipowej, poprowadzono ulicę pod ostrym kątem i nazwano ulicą Zakątną. Ulice te tworzą istniejące do dziś asymetryczne skrzyżowanie Próchnika, Lipowej i Zakątnej.
W 1936 r. nazwę Zakątna zmieniono na Stefana Pogonowskego, bohatera wojny polsko-radzieckiej. W 1945 r. musiano powrócić do nazwy Zakątna, a w 1990 r. jeszcze raz powróciła Pogonowskiego.
Ulice „południkowe” są usytuowane dokładnie na osi północ-południe. Z ich przecznicami sprawa nie była łatwa. Od Piotrkowskiej biegły najpierw dokładnie w osi wschód-zachód – potem jednak musiały dostosować się do dawnych granic własności ziemi – dlatego większość przecznic Piotrkowskiej biegnących na zachód w pewnym momencie skręca trochę na południe i biegnie już zgodnie z granicami pól – skośnie do Piotrkowskiej. Podobnie było z działkami budowlanymi. Prawie wszystkie w tym rejonie biegną ukośnie do ulic „południkowych” tak jak stare miedze.
Co więcej, działki te mają różną szerokość, ponieważ różną szerokość miały role staromiejskie, jako skutek dokonywanych przez stulecia działów rodzinnych. Powoduje to, że granice posesji i ściany większości budynków są ukośne nie tylko do Pogonowskiego i 28 Pułku Strzelców (dawna ulica Luizy) ale do wszystkich ulic, biegnących południkowo w tym rejonie.
Niektóre ulice:
- 1 Maja – na zachód od Lipowej,
- Więckowskiego – na zachód od Pogonowskiego
- 6 Sierpnia i A. Struga – na zachód od Żeligowskiego

mają kierunek zgodny z przebiegiem miedz pól staromiejskich.
Taki układ ulic, które nie zawsze przecinają się pod kątem prostym wynika z faktu, że miasto długo nie posiadało żadnego planu urbanistycznego, lecz rozwijało się zupełnie spontanicznie.

### Wiek XX
Przez następne sto lat zachodnią granicę miasta stanowiły wielkie lasy, które w 1903 r. zostały przecięte przez tory kolei Warszawsko-Kaliskiej. Tor kolejowy wyznaczył do połowy drugiej dekady XX w. obszar miejskiej zabudowy. Dzięki temu ocalał las leżący na zachód od torów – dzisiaj to Park na Zdrowiu. Niewielki fragment lasu, leżący na wschód od torów posłużył do założenia w 1905 r. eleganckiego parku publicznego (dzisiejszy park Poniatowskiego).
Nazwa Polesie zaistniała po roku 1916 na określenie obszarów Lasu Miejskiego, który zimą 1914/15 i 1915/16 został wycięty przez mieszkańców Łodzi na drewno opałowe z powodu wojennych trudności z zaopatrzeniem. Uchowały się jedynie najdalej od miasta położone fragmenty przy Krzemienieckiej (późniejszy rezerwat) i Krakowskiej.
Wskutek wycinki powstał duży „pusty” obszar na zachód od torów kolei kaliskiej, od ul. Karolewskiej na południu po Siewną na północy.
Nazwa Polesie upowszechniła się po roku 1929, kiedy przy ulicy Srebrzyńskiej, na miejscu dawniej zalesionym, wybudowano osiedle mieszkaniowe im. Montwiłła-Mireckiego, potocznie nazwane właśnie Polesiem Konstantynowskim.
Pozostała część tak rozumianego Polesia została w latach trzydziestych XX w. planowo zadrzewiona w ramach urządzania Parku Ludowego im. J. Piłsudskiego.
Fragment dawnego, naturalnego lasu przy ul. Krzemienieckiej już po II wojnie światowej otoczono płotem i urządzono tam ścisły rezerwat leśny Polesie Konstantynowskie. Zerkając przez płot przy ul. Krzemienieckiej można zobaczyć jak wyglądała dzielnica Polesie w czasach pierwszych Piastów.
Do 1914 r. część dzielnicy do torów była już mocno zurbanizowana. W dwudziestoleciu międzywojennym po raz pierwszy zabudowa dzielnicy przekroczyła tory, gdy wytyczono Osiedle Mireckego (1929–1930). Osiedle to stanowi przykład awangardowej architektury tego okresu. 20 galeriowców ułożonych w układzie grzebieniowym to jeden z przykładów zrealizowanej architektury „szklanych domów”.
Po wojnie wcielono do miasta także tereny miasta Brus i wsi Retkinia. W latach 70. XX wieku ruszyła tutaj budowa nowego ogromnego osiedla mieszkaniowego. W czasach III Rzeczypospolitej, jedyną dużą inwestycją miejską na terenach dzielnicy jest Grupowa Oczyszczalnia Ścieków.

### Dzielnica Polesie

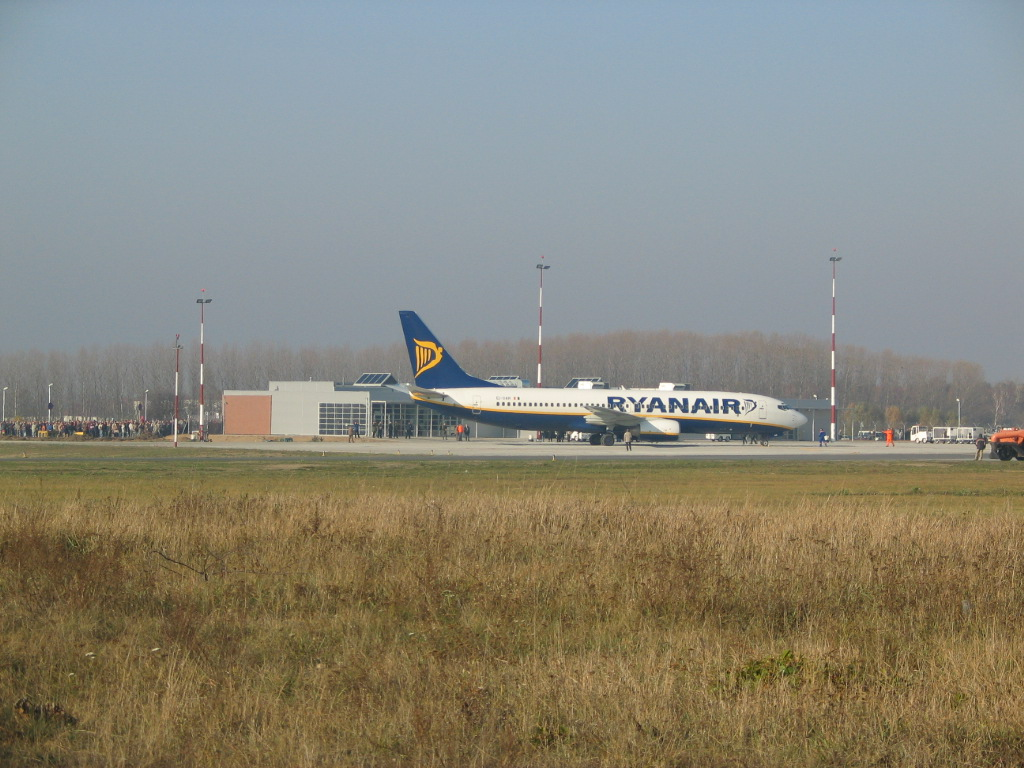
Lotnisko Lublinek w Łodzi

Prawdziwa kariera określenia Polesie rozpoczęła się w roku 1953, kiedy zdecydowano o podziale Łodzi na 7 dzielnic administracyjnych. Dla dzielnicy położonej na środkowym zachodzie miasta wybrano wówczas nazwę Polesie. Ówczesna dzielnica o tej nazwie (gdyby uprościć zarys miasta do okręgu) zajmowała kąt pomiędzy ul. Rąbieńską na północy a torem kolei kaliskiej na południu. Granica Polesia z dzielnicą Śródmieście biegła wówczas wzdłuż ulic Nowomiejskiej i Piotrkowskiej, na odcinku od Północnej do Żwirki. Wzdłuż ul. Żwirki biegła granica z dzielnicą Ruda. Granica ta przecinała na pół Park Poniatowskiego i docierała do torów kolejowych w rejonie stacji towarowej Łódź-Karolew.
Od 1 stycznia 1960 wprowadzono zmianę podziału administracyjnego Łodzi na 5 dzielnic. Dzielnica Polesie została zachowana, po dokonaniu korekty części jej granic. M.in. linię podziału między Polesiem a Śródmieściem przesunięto na ulicę Wólczańską.

## Osiedla na Polesiu
Obszar dawnej dzielnicy Polesie podzielony jest administracyjnie na 8 osiedli (jednostek pomocniczych miasta Łódź):
- Złotno
  - Brus
  - Cyganka
  - Huta Jagodnica
  - Leonów
  - Nowe Złotno
  - Stare Złotno
- Zdrowie-Mania
  - Zdrowie
  - Mania
- Osiedle im. Józefa Montwiłła-Mireckiego
- Karolew-Retkinia Wschód
  - Karolew
  - Retkinia – część wschodnia:
    - Osiedle Botanik (Hufcowa)
    - Osiedle Piaski
    - Osiedle Sympatyczna
    - Osiedle Zagrodniki
- Retkinia Zachód-Smulsko
  - Retkinia – część zachodnia:
    - Osiedle Retkinia-Południe (Balonowa)
    - Osiedle Retkinia-Północ

  - Smulsko
- Lublinek-Pienista
  - Nowy Józefów
  - Lublinek
  - Osiedle Pienista
  - Nowe Sady
- Stare Polesie
  - Osiedle Mikołaja Kopernika
  - Stare Polesie
  - Towarowa
  - Politechniczna
- Koziny
  - Koziny (Osiedle im. 15-lecia PRL)

Natomiast według łódzkiego Systemu Informacji Miejskiej Polesie dzieli się na 11 następujących osiedli:
- Brus
- Karolew
- Koziny
- Lublinek
- Nowe Sady
- Politechniczna
- Retkinia
- Smulsko
- Stare Polesie
- Zdrowie
- Złotno

## Miejsca i obiekty charakterystyczne
Na terenie dzielnicy Łódź-Polesie znajdują się:
- Zabytki:

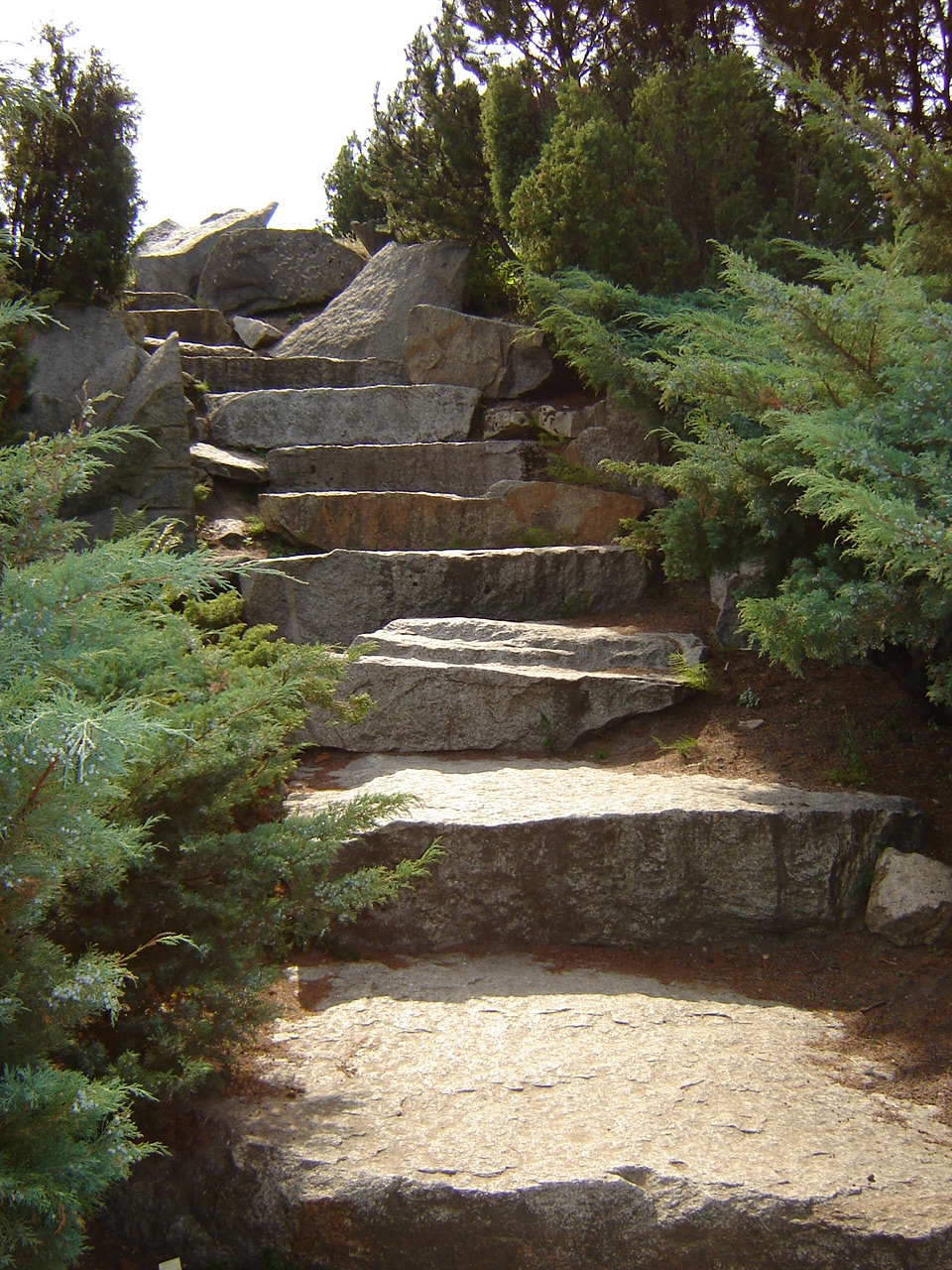
Fragment sąsiadującego od północy z Retkinią Ogrodu Botanicznego im. J. Mowszowicza

  - Pałac Karola Poznańskiego (obecnie siedziba Akademii Muzycznej) – ul. Gdańska 32
  - Pałac Maurycego Poznańskiego (obecnie siedziba Muzeum Sztuki) – ul. Więckowskiego 36
  - Budynek Gimnazjum Polskiego (obecnie I LO im. M. Kopernika) – ul. Więckowskiego 41
  - Pałac Rudolfa Kellera – ul. Gdańska 49/53
  - Pałac Kipera – ul. Gdańska 38
  - Willa Ryszarda Schimmela – ul. Karolewska 1
  - Willa Teodora Milscha – róg ul. Kopernika i ul. Łąkowej
  - Willa Oskara Zieglera – ul. Skłodowskiej-Curie 11
  - Willa Reinholda Richtera – ul. Skorupki 6/8
  - Willa Józefa Richtera – ul. Skorupki 10/12
  - Willa Leopolda Kindermanna – ul. Wólczańska 31/33
  - Willa Jakuba Wiwe – ul. Zielona 21
  - Przędzalnia Braci Muehle – ul. Żeligowskiego 3/5
  - Willa Leona Kaffemana – ul. Żeromskiego 96
- Rzeki:
  - Bałutka – dopływ Łódki (częściowo także w dzielnicy Bałuty)
  - Jasień – dopływ Neru
  - Karolewka – dopływ Jasienia
  - Łódka – dopływ Neru (częściowo także w dzielnicach Bałuty i Widzew)
- Łódzki Ogród Botaniczny – przy ul. Krzemienieckiej, gdzie na powierzchni 64 ha rosną gatunki flory rodzimej oraz liczne rośliny obcego pochodzenia, zebrane w 9 działach tematycznych: flora polska, ogród japoński, systematyka roślin zielonych, alpinarium, arboretum, rośliny ozdobne, rośliny lecznicze i przemysłowe, biologia roślin i dział zieleni parkowej

- Parki:

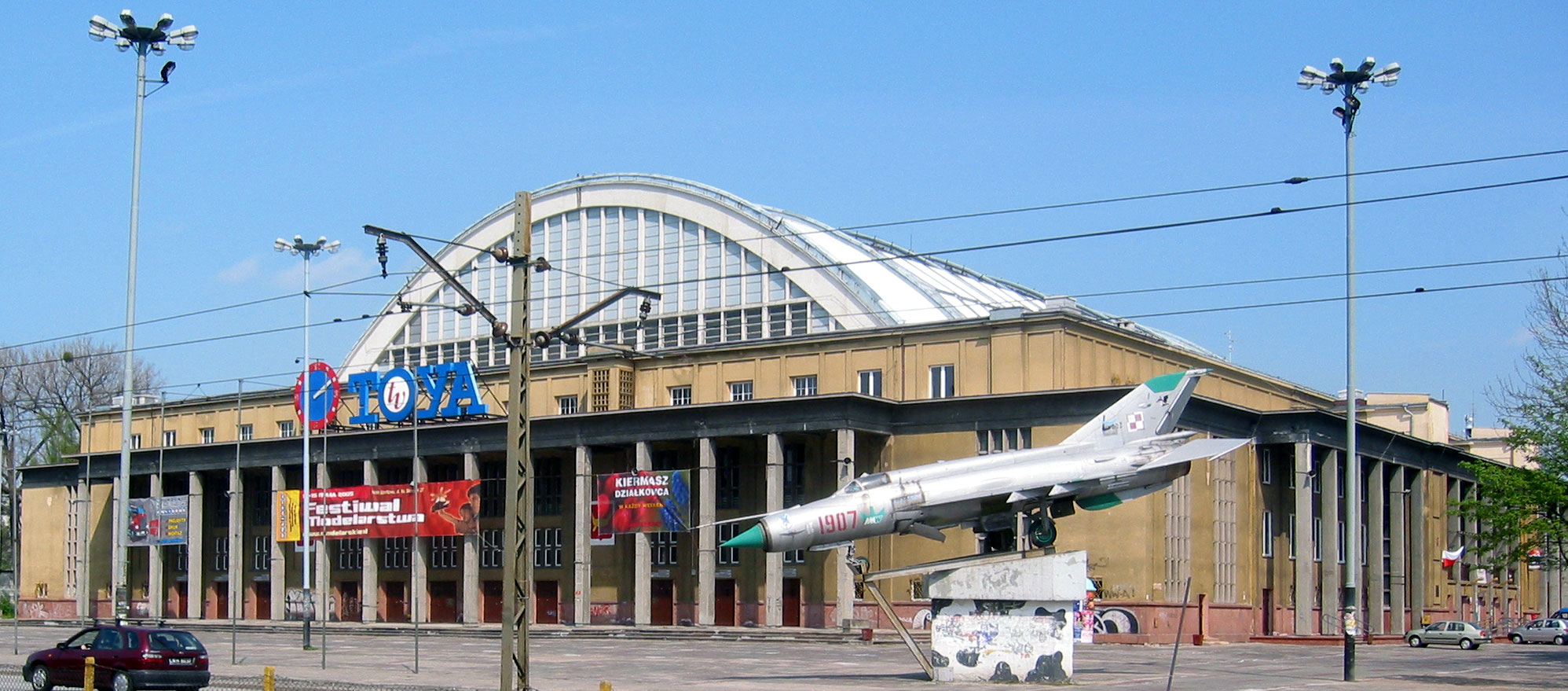
Hala MOSiR w Łodzi

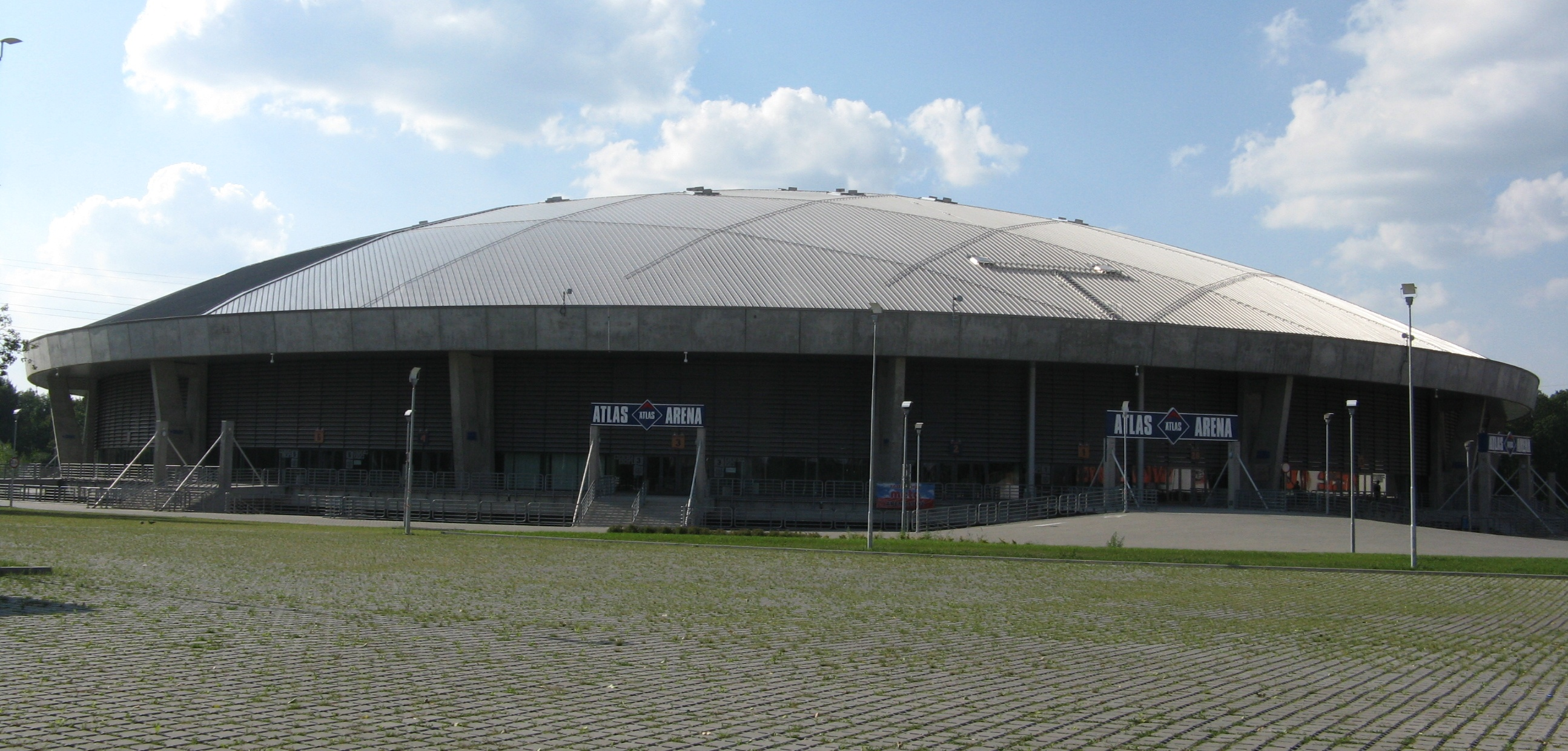
Atlas Arena

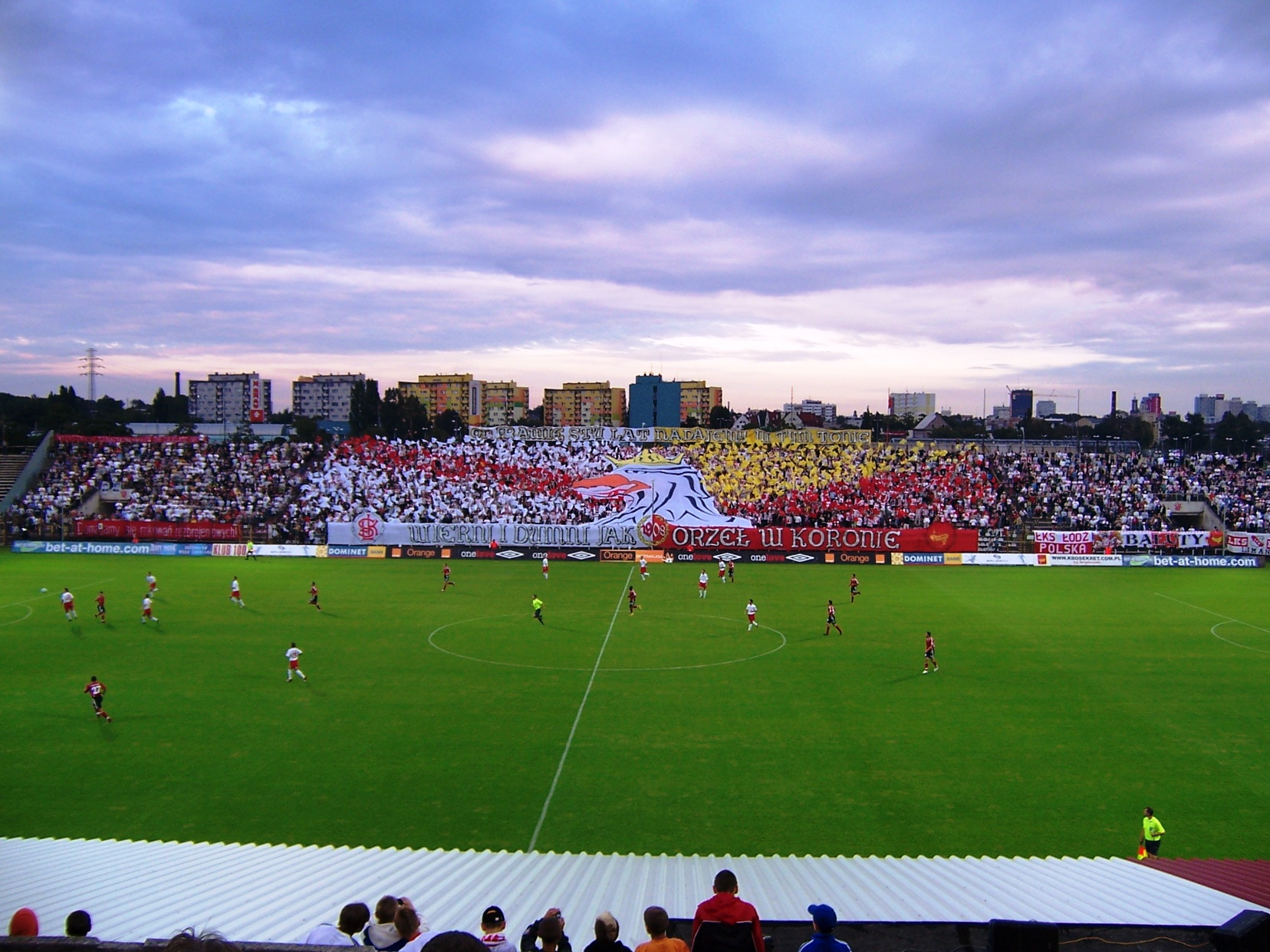
Stadion Łódzkiego Klubu Sportowego

  - Park na Zdrowiu – największy łódzki park, rozciąga się na pow. 172 ha, na terenach będących pozostałością dawnej Puszczy Łódzkiej, a w nim:
    - ogród zoologiczny założony w 1938 roku
    - Łódzki lunapark
    - Pomnik Czynu Rewolucyjnego
    - Rezerwat przyrody Polesie Konstantynowskie
    - Kąpielisko Fala

  - Park im. ks. J. Poniatowskiego (pow. 41,2 ha, na terenie parku znajduje się największa liczba gatunków i odmian drzew w Łodzi, Miejski Klub Tenisowy i tor kolarstwa górskiego)
  - Park im. ks. Michała Klepacza (obok hali sportowej)
- Zespół cmentarzy (katolicki, ewangelicki, prawosławny) z zabytkowymi grobowcami, założony w 1855 r. przy ulicy Ogrodowej (tzw. Stary Cmentarz)
- Wojewódzka Biblioteka Publiczna
- Hipermarkety:
  - Castorama
  - Praktiker
  - Makro Cash&Carry
  - Auchan
- Hale sportowo-widowiskowe:
  - Hala Sportowa Miejskiego Ośrodka Sportu i Rekreacji w Łodzi
  - Atlas Arena
- Kluby sportowe:
  - Łódzki Klub Sportowy (ŁKS Łódź)
  - Klub Sportowy Energetyk
  - Klub Sportowy Kolejarz
  - Miejski Klub Tenisowy
  - Orzeł Łódź

- Dworzec kolejowy Łódź Kaliska

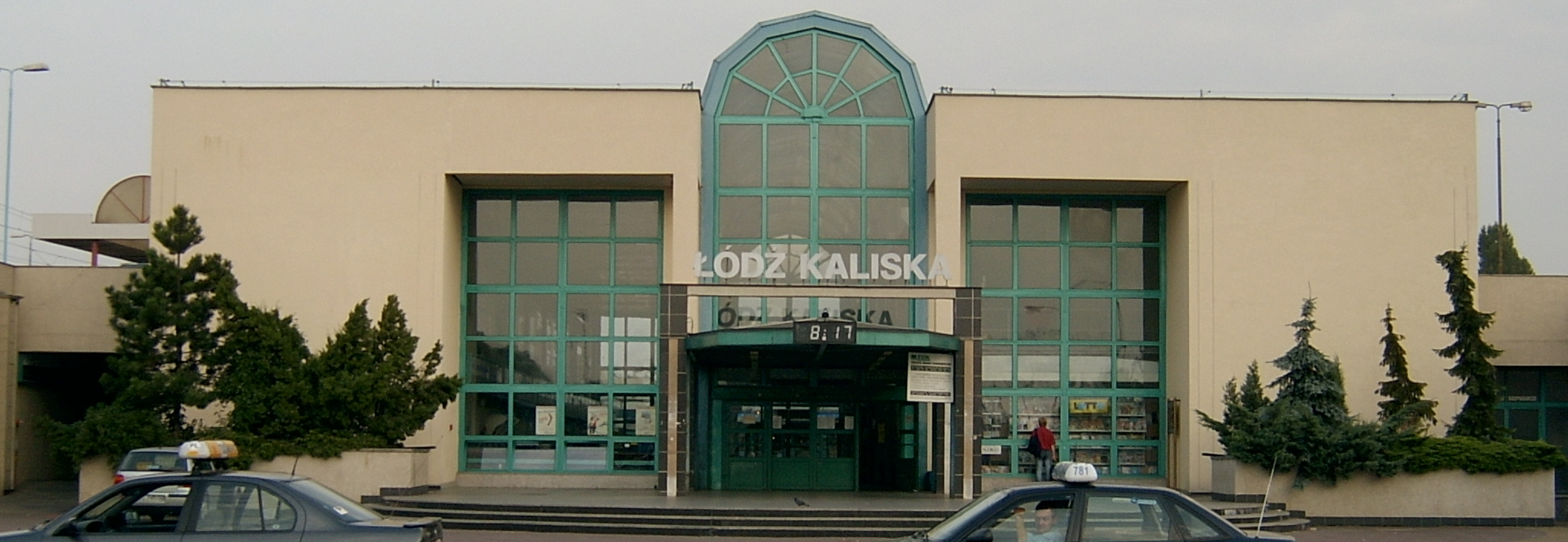
Dworzec Łódź Kaliska

- zajezdnia autobusowa MPK na Nowych Sadach
- zajezdnia tramwajowa Brus
- Port Lotniczy im. Władysława Reymonta (częściowo także w dzielnicy Górna)
- Aeroklub Łódzki
- Koszary Oddziału Prewencji Policji – do 1990 roku koszary ZOMO
- Las Lublinek
- Fabryka koncernu Gillette
- Fabryka czekolady
- Grupowa Oczyszczalnia Ścieków

## Historia harcerstwana Polesiu
Do 1939 roku, na terenie całego miasta istniał jeden okręg Związku Harcerstwa Polskiego, w skład którego wchodziły dwa hufce – łódzki hufiec harcerzy i łódzki hufiec harcerek. Po wojnie w ślad za podziałem na dzielnice powstało 5 hufców, które nie przyjęły nazw dzielnic, tylko stron świata (Centrum, Północ, Południe, Wschód, Zachód). Nazwy dzielnic przybrały utworzone w 1950 r. hufce OH ZMP, po tamtym hufcu na Polesiu pozostał jeszcze sztandar.
Współczesne hufce formalnie organizowane były na przełomie 1956 i 1957 r., po odrodzeniu się ZHP. Dla dzielnicy Polesie zawsze charakterystyczny był las i drzewa, stąd pierwsze logo, a raczej plakietka hufca ZHP Łódź-Polesie to liść popularnego w dzielnicy drzewa – kasztanowca.